# Hans Krüger (Widerstandskämpfer)
Hans Krüger (* 5. Juni 1904 in Berlin; † 27. November 1944 im Zuchthaus Brandenburg) war ein Widerstandskämpfer gegen den Nationalsozialismus.

## Leben
Hans Krüger wohnte in Lichtenberg, Ortsteil Rummelsburg, in der Türrschmidtstraße 38. Der parteilose Schlosser und Mechaniker arbeitete bei den Deutschen Telefon-Werken in Neukölln. Als er unter Verwandten und Freunden Äußerungen gegen das NS-Regime wagte, wurde er denunziert und am 8. Mai 1944 vom Kammergericht Berlin wegen „Wehrkraftzersetzung“ zu sieben Jahren Zuchthaus verurteilt. Der Volksgerichtshof hob das Urteil auf und wandelte es in ein Todesurteil um; das Urteil wurde am 27. November 1944 im Zuchthaus Brandenburg vollstreckt.

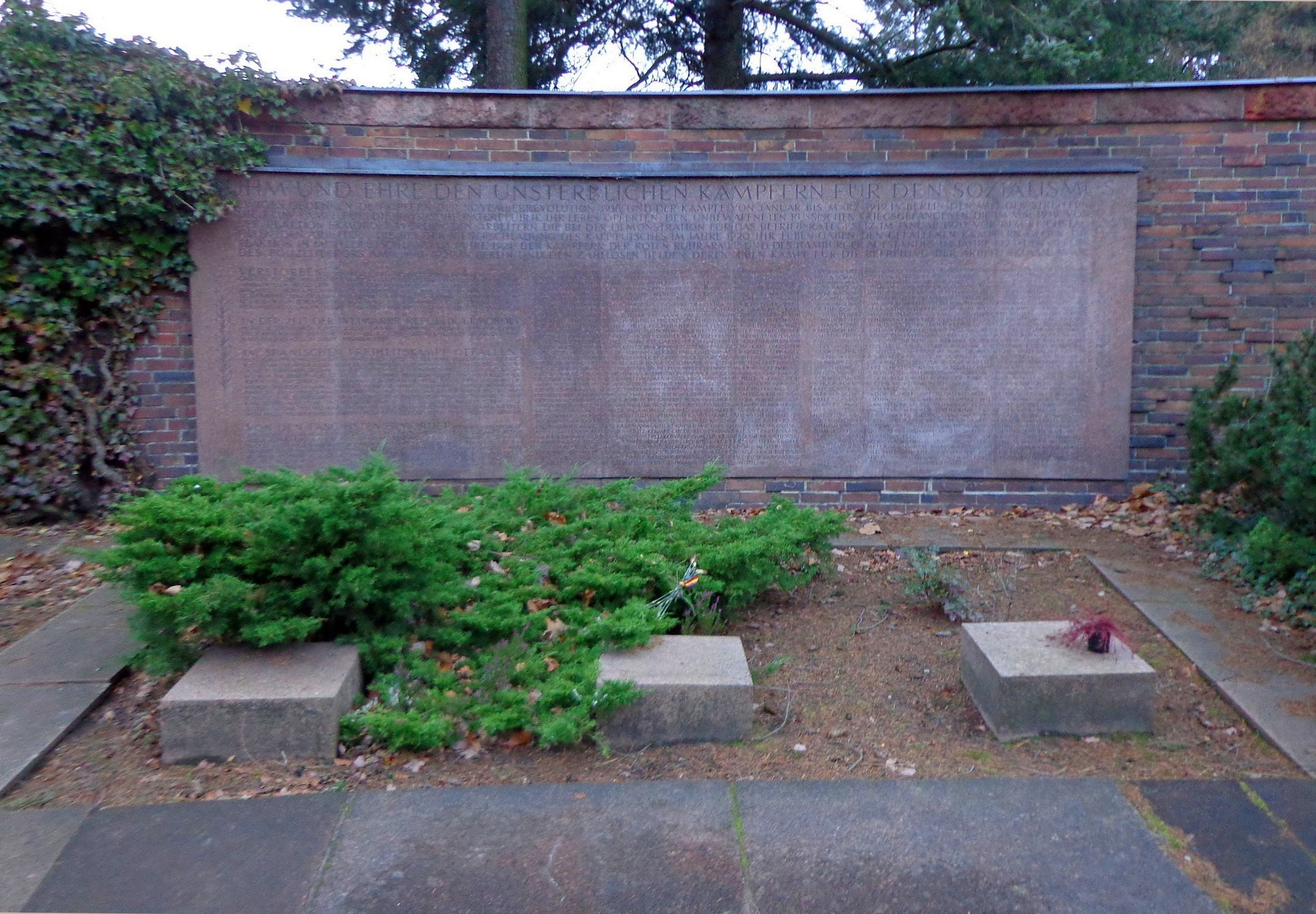
Gedenkstätte der Sozialisten, Porphyr-Gedenktafel an der Ringmauer mit Urnensammelgrab

Nach der Hinrichtung wurde sein Leichnam im Krematorium Brandenburg verbrannt. Im Jahr 1946 wurden zahlreiche Urnen mit der Asche von in der Zeit des Nationalsozialismus hingerichteten Widerstandskämpfern aus den damaligen Berliner Bezirken Lichtenberg, Kreuzberg und Prenzlauer Berg auf den Zentralfriedhof Friedrichsfelde überführt, von denen besonders viele im Zuchthaus Brandenburg-Görden enthauptet worden waren. Ihre sterblichen Überreste fanden schließlich in der 1951 eingeweihten Gedenkstätte der Sozialisten  (Urnensammelgrab bei der großen Porphyr-Gedenktafel auf der rechten Seite der Ringmauer) ihren endgültigen Platz. Neben Hans Krüger  erhielten auf diese Weise auch viele andere Widerstandskämpfer  eine würdige Grabstätte und einen Gedenkort.

## Ehrungen

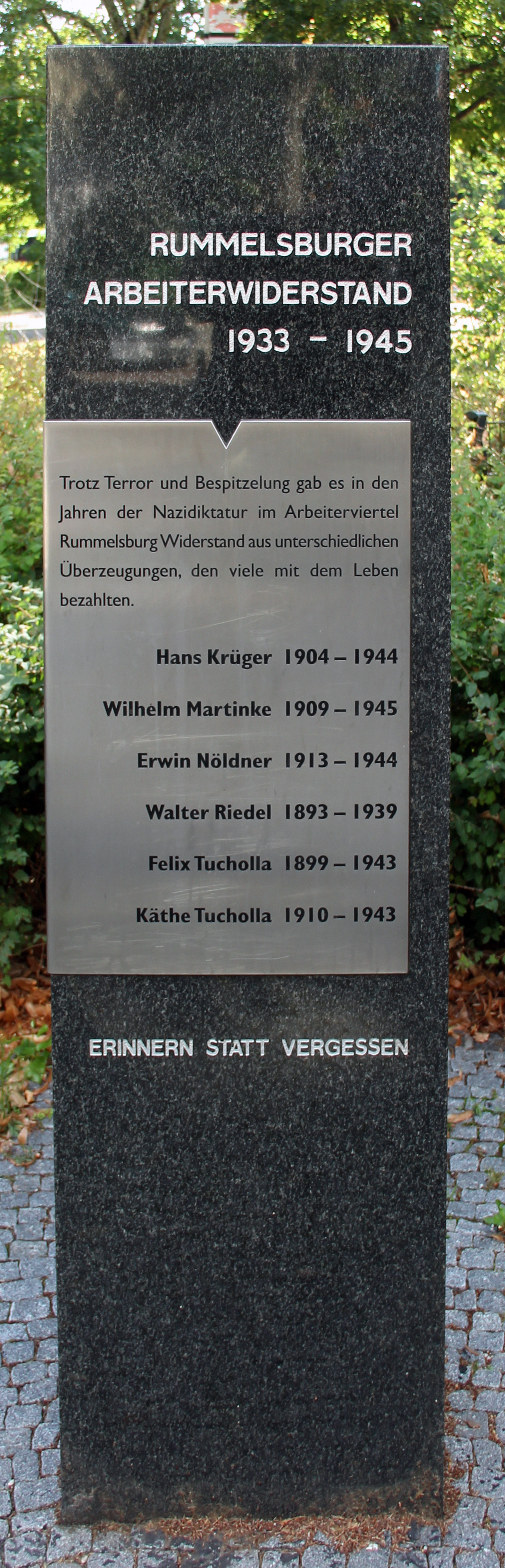
Gedenkstein, Nöldnerplatz, in Berlin-Rummelsburg

- An seinem ehemaligen Wohnhaus in der Türrschmidtstraße 38 befindet sich eine Gedenktafel.[3]

- Am 7. Mai 2010 wurde auf dem Nöldnerplatz in Berlin-Rummelsburg eine Gedenkstele enthüllt, die an den Widerstand im Rummelsburger Kiez gegen den Nationalsozialismus erinnert. Neben Krüger werden auch die folgenden Mitkämpfer namentlich geehrt: Erwin Nöldner, Wilhelm Martinke (* 12. Oktober 1909 in Berlin; † 31. Januar 1945 im Zuchthaus Sonnenburg erschossen), Walter Riedel (1893–1939) sowie Käthe und Felix Tucholla.[4]